# 神梭计划
神梭计划，前称星际快车（Interstellar Express）或星际日光层探测器（Interstellar Heliosphere Probe），是中国科学院提出的相应深空探测计划。这些探测器计划于2025到2026年发射，用于探索日光层和星际空间，并通过沿着不同的轨迹多次利用地球和木星使用引力弹弓效应的方式来离开太阳系。第一艘探测器“IHP-1”将向日球层的顶端飞行，而第二个探测器“IHP-2”将向日球层底端飞行，预计在2038年1月掠过海王星和海卫一。 2030年还可能规划发射另一个探测器“IHP-3”，目标是日球层的北半部。 “IHP-1”和“IHP-2”将分别是第六艘和第七艘离开太阳系的航天器，以及第一批达成该成就的非美国探测器。

## 历史
目前为止，只有三艘美国宇航局的探测器对日球层和星际物质进行了探索，分别是旅行者1号、旅行者2号和新视野号。两艘旅行者号探测器都使用[引力弹弓加速并脱离太阳引力：旅行者1号于1980年借助土星引力加速，1989年的旅行者2号借助海王星引力加速。 然而，这两个探测器至今还未完全飞出太阳系，仍在继续朝着日光层银河系中心方向前进，美国宇航局于2006年发射的探测器新视野号也是如此。后来的航天器，如卡西尼-惠更斯号，收集了有关日光层如何与星际物质相互作用，这表明日光层的形状呈球形，而不是像彗星轨道一般的椭圆形。

## 概述
星际快车的目标是在中华人民共和国成立一百周年（即2049年）时到达100个天文单位以外的地方。 每个探测器的重量约为 200 公斤，使用放射性同位素热电发生器(RTG)作为动力，并携带 50 千克或以上的科学有效载荷，包括光学相机、磁力计、尘埃探测器以及中性原子和粒子有效载荷。 这些仪器还可能研究与星际空间相比电离的异常宇宙射线，以帮助了解日球层机理，并探索行星际尘埃和星际物质。 “IHP-1”和“IHP-2”航天器将使用 RTG 提供动力；“IHP-3”探测器可能使用核反应堆。探测器将使用长征三号乙火箭或长征五号火箭发射。
目前关于探测器的披露信息很少，预计的发射日期是 2024 年或 2025 年。但由于新冠肺炎疫情的影响，可能会推迟到 2026 年发射。 虽然“IHP-1”计划经过地球引力辅助后飞掠木星，但并不排除飞掠土星的可能。 创神星和創衛一目前也可能是潜在的飞掠目标， 半人马小行星也在计划探索的星体范围内。

## 軌道
“IHP-1”计划将于2025年发射。2025年10月，它将返回地球进行引力助推，然后在2027年12月返回地球进行另一次引力助推。 2029年3月，探测器将飞掠木星，将其转移到朝向日球层前端的轨道，并可能沿途观测半人马小行星或柯伊伯带天体，如创神星。 到2049年，探测器将距离地球85个天文单位。
“IHP-2”计划将于2026年发射，但同样会分别在2027年5月和2032年3月接受来自地球的两次引力助推。 2033年5月的木星飞掠将使其在 2038年1月飞掠海王星和海卫一时，途径海王星云层顶部仅1,000公里高度的位置。 探测器还将在飞掠之前释放大气撞击器。 在飞掠之后，探测器将可能访问另一个柯伊伯带天体，到2049年，探测器将离开地球83个天文单位，朝向尚未探索的日球层区域。

### 飞掠目标

#### IHP-1

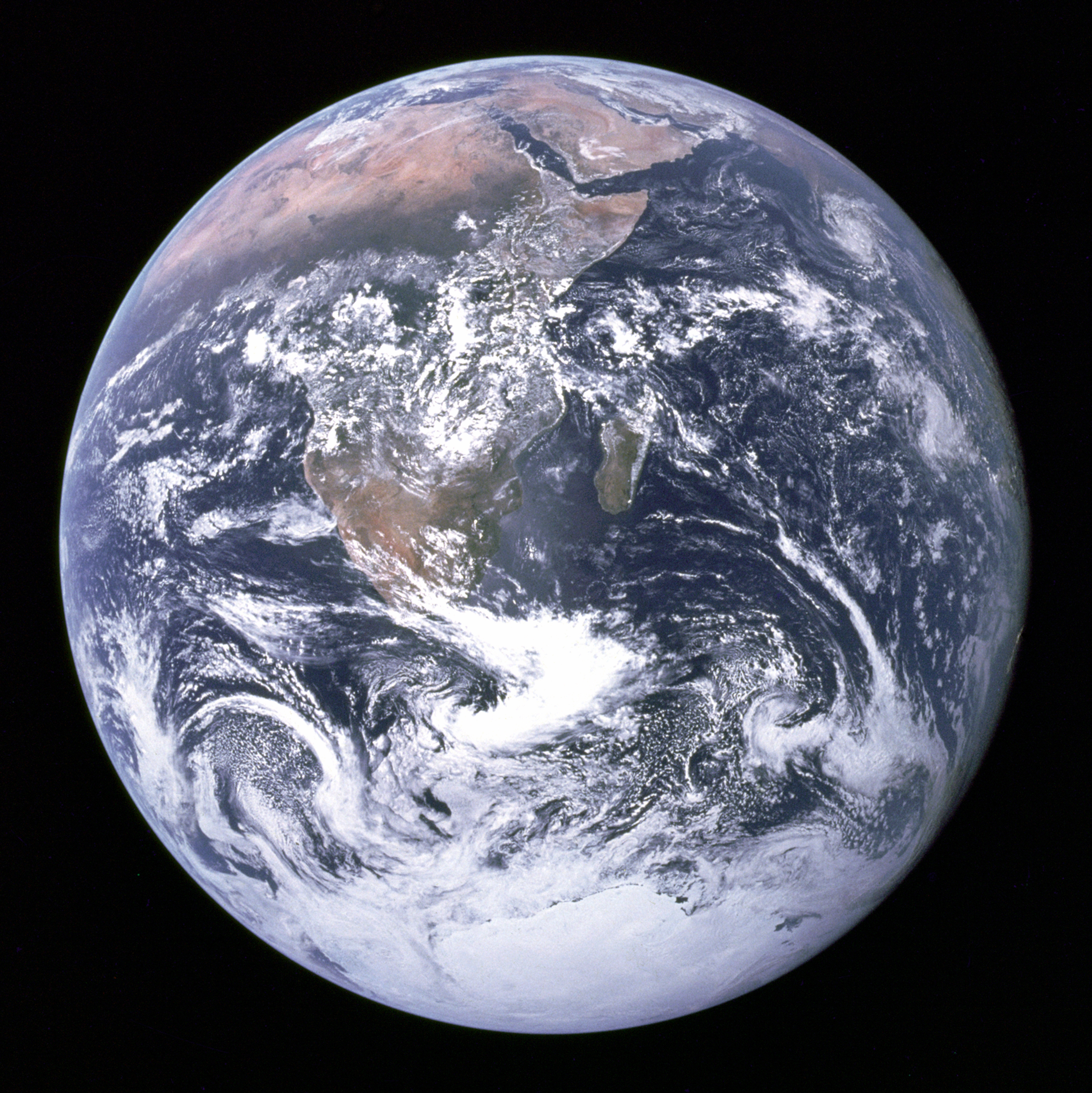
地球（2次重力辅助）
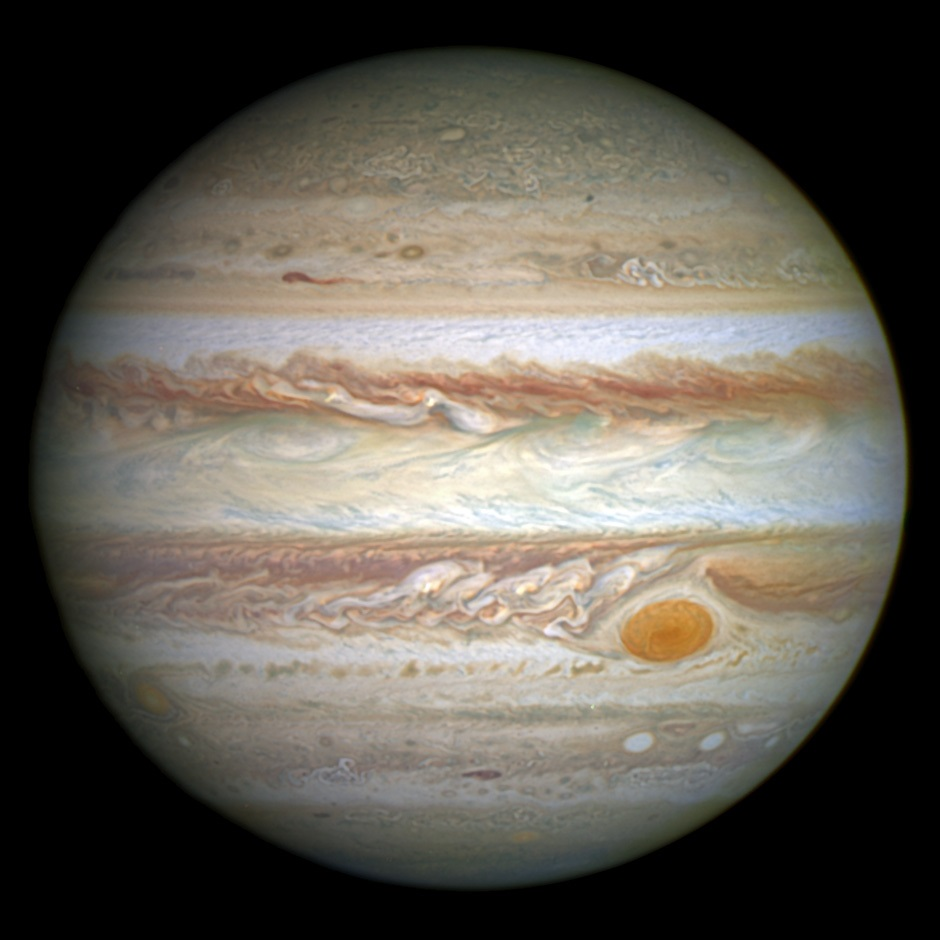
木星(飞掠)
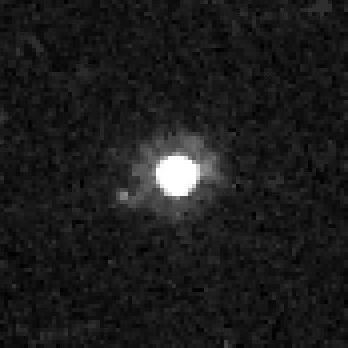
创卫一与创神星 (飞掠)

#### IHP-2

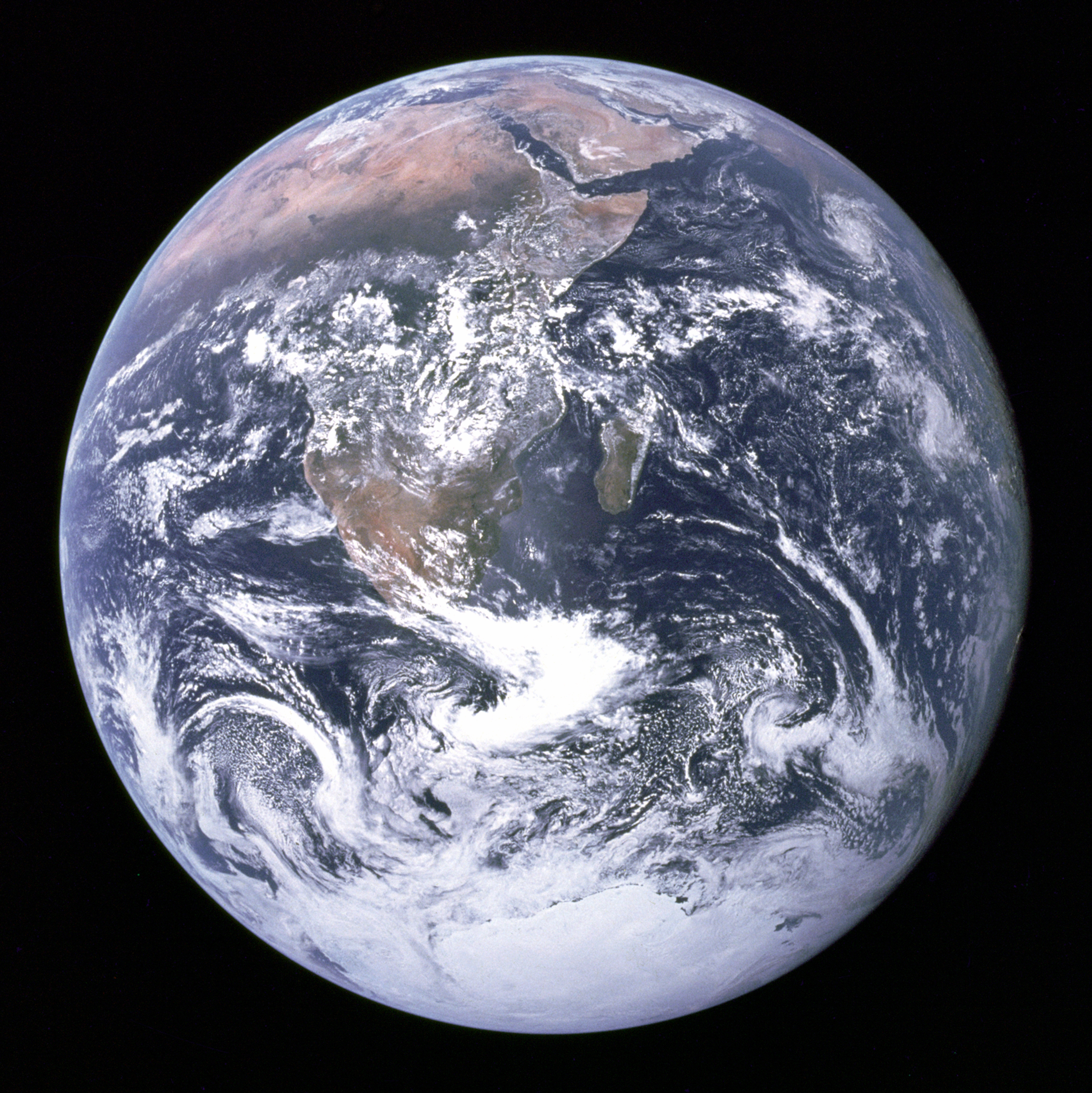
地球（2次重力辅助）
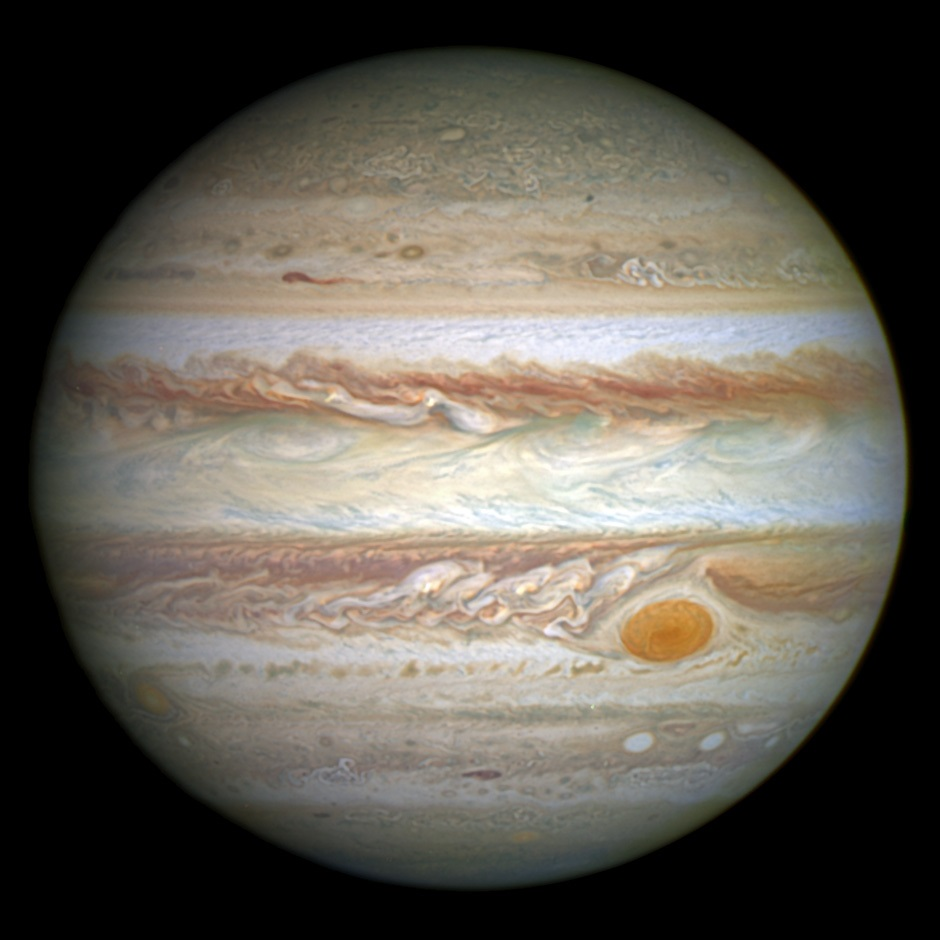
木星(飞掠)
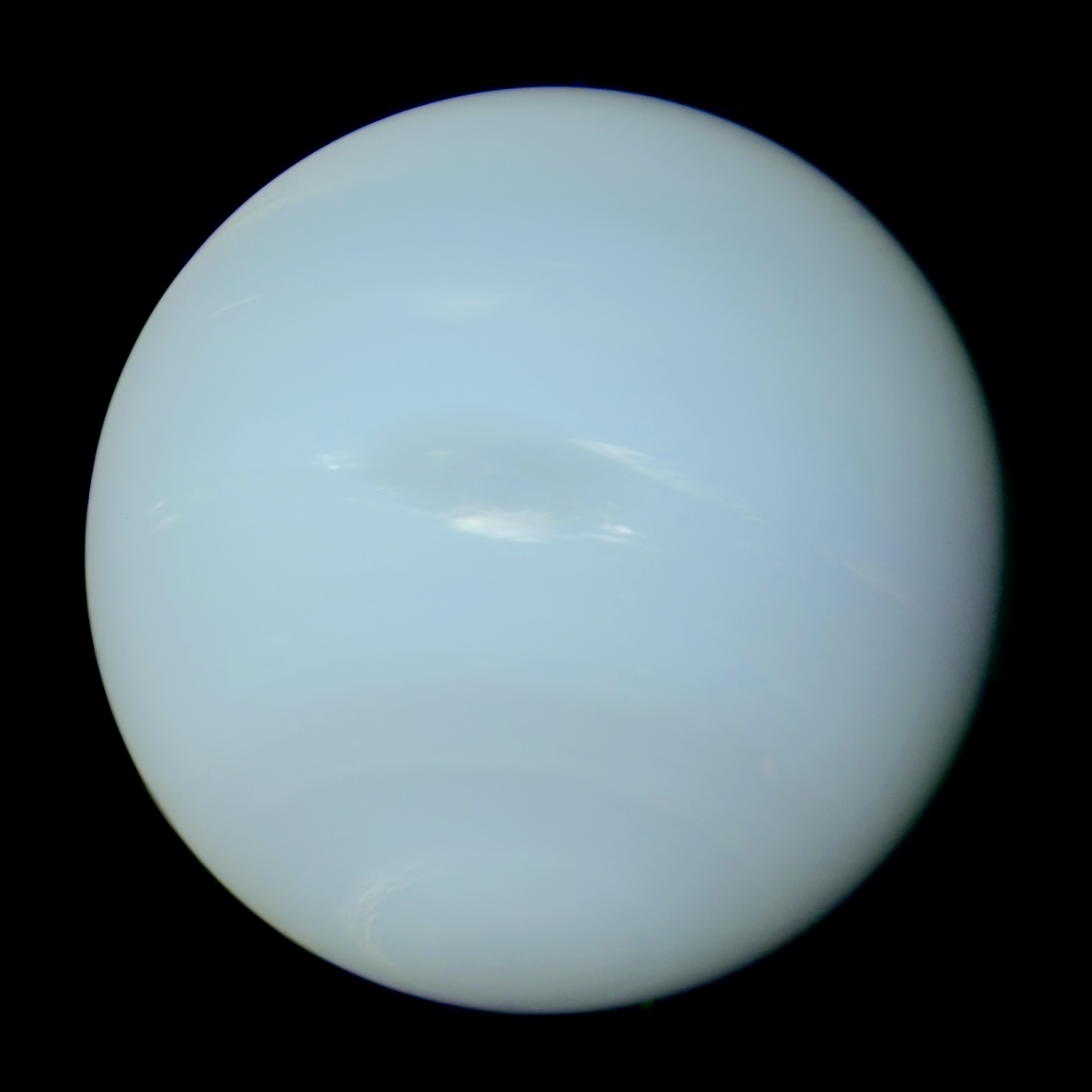
海王星（飞掠）
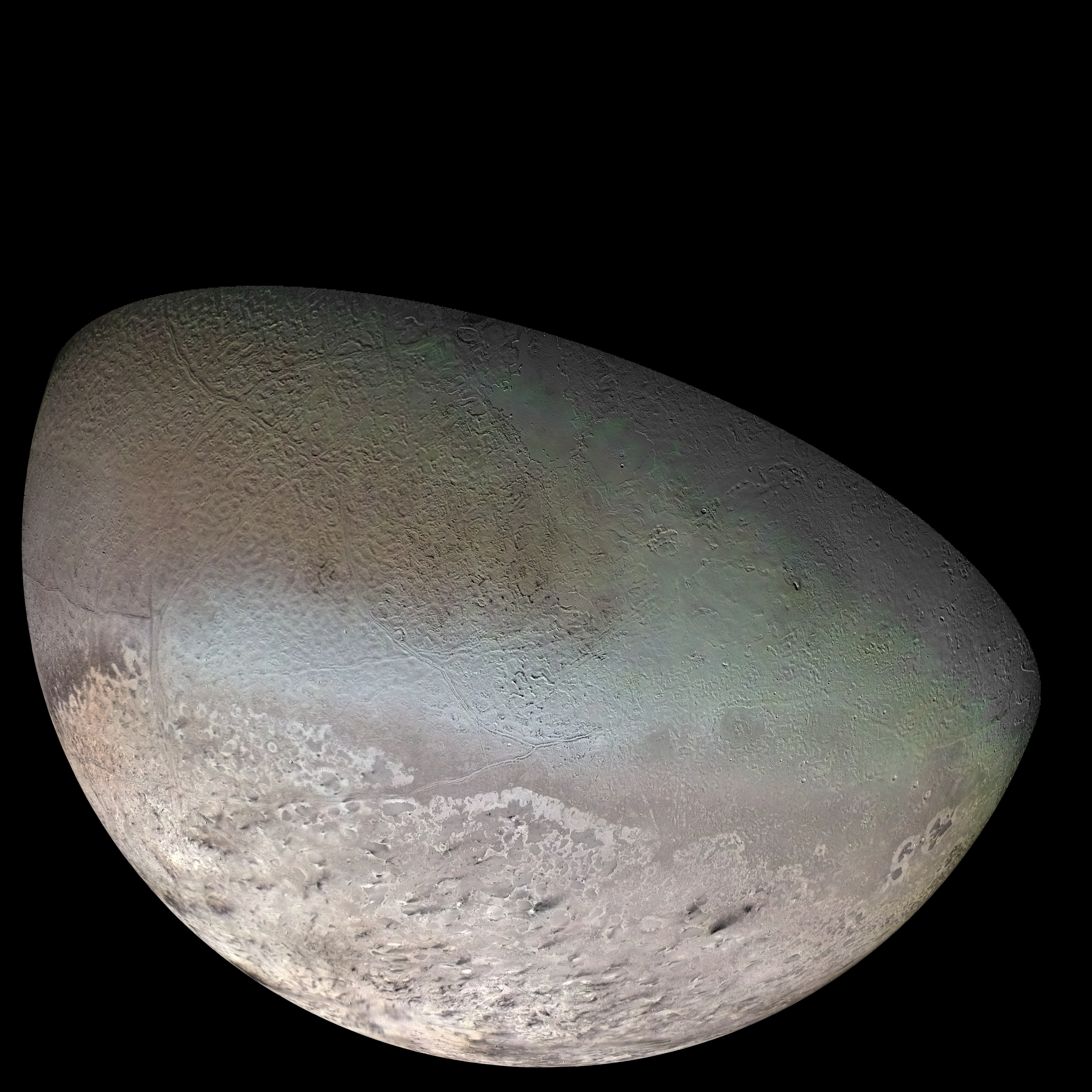
海卫一（飞掠）